# 船舶登记
船舶登记是指相關機構登记船舶并赋予该船舶（相關機構所在國家）国籍的过程。国际法要求每艘船舶必須要前往某個国家（船旗國）注册。船舶要受到船旗國法律的约束。登记国发生紧急情况時可以征用在本国登记的船舶。船舶航行時要懸掛船旗國旗帜。船旗國的相關登記機構有义务定期对船舶进行检查。 